# Bactrocera armillata
Bactrocera armillata
 es una especie de díptero que Hering describió por primera vez en 1938. Bactrocera armillata pertenece al género Bactrocera de la familia Tephritidae. Esta especie como plaga agrícola ha sido atacada por los agricultores en Myanmar.